# Alois Rübsamen
Alois Rübsamen (* 15. Februar 1939 in Oberlahr, Westerwald; † 20. August 2013 in Schliengen) war ein deutscher Politiker (CDU). Er war Bürgermeister in Schliengen und Landrat des Kreises Lörrach.

## Leben
Alois Rübsamen begann nach Schulabschluss in Oberlahr eine Verwaltungsausbildung in der Verbandsgemeinde Flammersfeld. Es folgten Stationen in der Stadtverwaltung Bonn-Bad Godesberg, im Landratsamt Neuwied und als Geschäftsleitender Beamter bei der Verbandsgemeindeverwaltung Gebhardshain. 1966 legte er bei der Verwaltungsschule Koblenz die Staatsprüfung für den gehobenen Verwaltungsdienst ab. 1971 wurde er zum Bürgermeister von Schliengen gewählt; diese Funktion führte er bis 1989 aus. Während seiner Amtszeit standen die Gemeindereform mit dem freiwilligen Zusammenschluss von fünf Gemeinden zu einer Gemeinde, Hochwasserschutzmaßnahmen und Baumaßnahmen, wie der Bau der Hebelschule mit Turnhalle sowie die Wiederherstellung des Wasserschlosses Entenstein (Rathaus) im Vordergrund. Rübsamen war Mitbegründer und Vorsitzender der Jugendmusikschule Markgräflerland bis 1989.
Von 1989 bis 2004 war er Landrat des Landkreises Lörrach. Zu Beginn der Amtsperiode ging es um die Suche nach einem  Standort für den im Kreis anfallenden Hausmüll. Dieses Problem konnte mit einem langfristigen Vertrag über die thermische Entsorgung des Mülls in der Verbrennungsanlage Basel gelöst werden. Der Landkreis stand mit Dioxinproblemen in der Stadt Rheinfelden vor einer weiteren Herausforderung.
Im öffentlichen Personennahverkehr gab es wichtige Schritte für die Regio-S-Bahn und es wurde die
Regio-Umweltkarte eingeführt, um mehr Menschen auf die „Schiene“ zu bringen.
Hilfen für die älteren Mitbürger wurden durch den Neubau des Pflegeheimes Markgräflerland in Weil am Rhein, die Erweiterung des Pflegeheims Schloss Rheinweiler und den Umbau des Markus-Pflügerheimes in Schopfheim-Wiechs erreicht.
Nach der Übernahme der städtischen Krankenhäuser Schopfheim (1991) und Lörrach (1993) erfolgte 1994 die Gründung der Kreiskliniken als Eigenbetrieb und später als GmbH. Dabei ging es darum, die Kräfte mit der Konzentration von Leistungsangeboten in den Krankenhäusern zu bündeln oder wie es landesweit hieß: Der Lörracher  Weg – eine wichtige, aber nicht einfache Aufgabe.
Der Landkreis positionierte sich parteiübergreifend als Vorreiter einer auf Prävention, statt nur auf Repression setzenden Drogenpolitik. Vorausgegangen war, dass es 1997 im Landkreis 14 Drogentote gab und damit der Landkreis an der unrühmlichen Spitze in Baden-Württemberg lag.
Im Oberrheinrat engagierte er sich für eine intensive grenzüberschreitende Zusammenarbeit zwischen Deutschland, Frankreich und der Schweiz. In der Folge gelang es, eine Nachbarschaftskonferenz mit politischen Vertretern aus dem Dreiländereck zu installieren, die sich grenzüberschreitend mit aktuellen Themen befasste. Dabei setzte er sich nachdrücklich dafür ein, die ehemalige französische Zollanlage auf der Palmrainbrücke zum trinationalen Kompetenzzentrum Maison Trirhena und zu einer grenzüberschreitenden Beratungsstelle (INFOBEST Palmrain) auszubauen. Bearbeiteten die Infobest-Mitarbeiter 2002 bereits über 4.500 Anfragen aus den drei Ländern, waren es 2010 über 6.700.
Als Mitglied im Hochschulrat der Dualen Hochschule Lörrach engagierte er sich für den Neubau und für trinationale Studiengänge. Er war langjähriges Mitglied des Regionalverbandes Hochrhein-Bodensee, und des Flughafenbeirates Basel-Mulhouse sowie stellvertretender Aufsichtsratsvorsitzender der Bäder- und Kurverwaltung Bad Bellingen und Kreisvorsitzender des Deutschen Roten Kreuzes Lörrach. Die Partnerschaften mit dem Landkreis Glauchau/Sachsen (heute Zwickau) 1990 und mit dem polnischen Landkreis Lubliniec (2002) gehen auf seine Initiative zurück.

## Ehrungen
- 1994: Verdienstkreuz am Bande der Bundesrepublik Deutschland
- Ehrensenator der Dualen Hochschule BW-Lörrach 2004[1]
- Staufermedaille des Landes Baden-Württemberg 2010[2]
- Ehrenvorsitzender des Roten Kreuzes im Landkreis Lörrach 2010[3]